# Tschernelyzja
Tschernelyzja (ukrainisch Чернелиця; russisch Чернелица Tscherneliza, polnisch Czernelica) ist eine Siedlung städtischen Typs im Osten der ukrainischen Oblast Iwano-Frankiwsk mit etwa 1700 Einwohnern (2011).

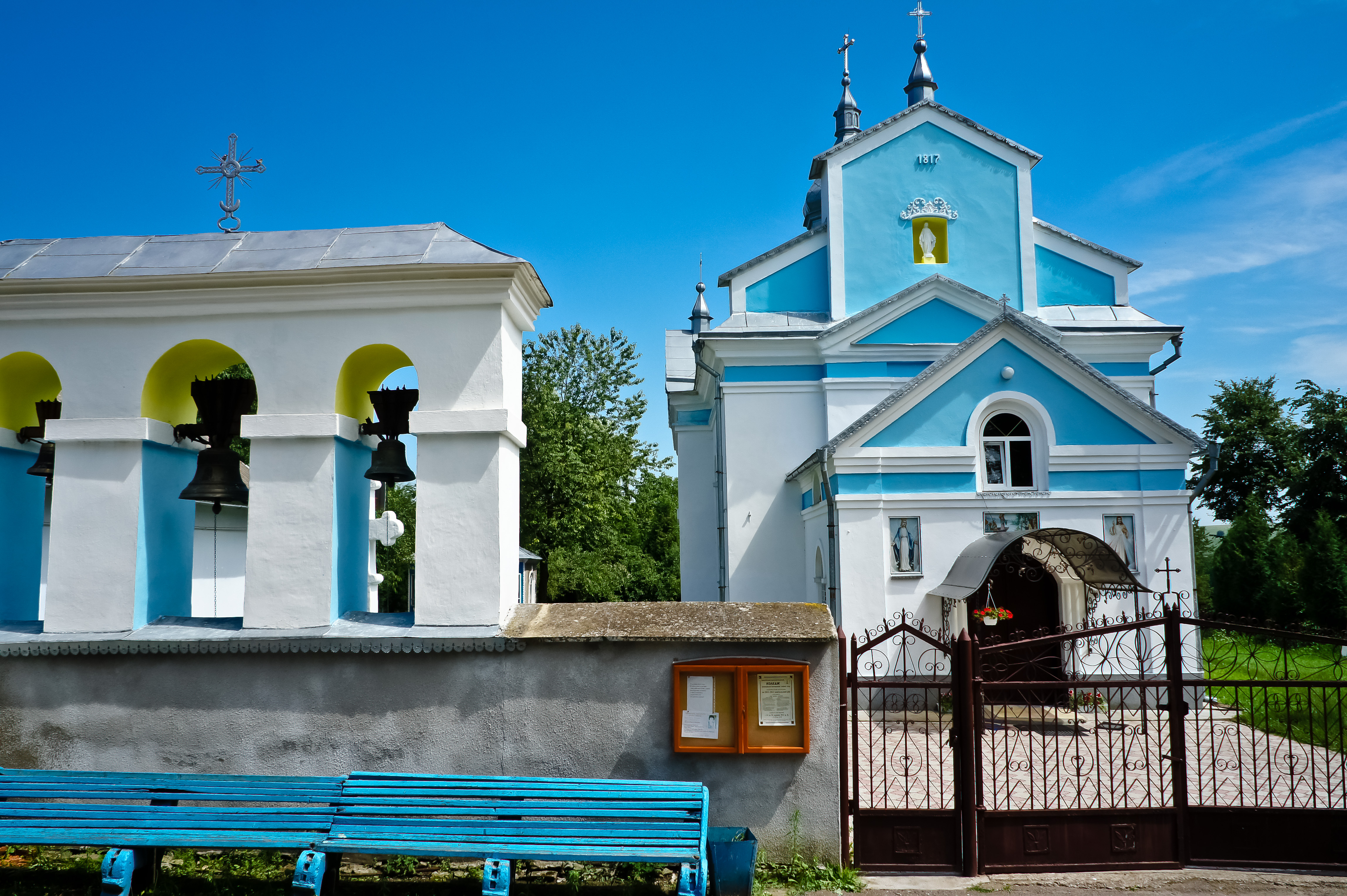
Kirche der Heiligen Jungfrau in Tschernelyzja

Tschernelyzja liegt einige Kilometer südlich vom Dnister, etwa 70 Kilometer südöstlich der Oblasthauptstadt Iwano-Frankiwsk und 25 Kilometer nordwestlich der ehemaligen Rajonshauptstadt Horodenka.

## Geschichte
Der Ort wurde Ende des 16. Jahrhunderts zum ersten Mal schriftlich erwähnt, lag zunächst in der Adelsrepublik Polen-Litauen (in der Woiwodschaft Ruthenien) und gehörte von 1772 bis 1918 unter seinem polnischen Namen Czernelica zum österreichischen Galizien. Nach dem Ende des Ersten Weltkrieges kam der Ort zu Polen und lag hier ab 1921 in der Woiwodschaft Stanislau, Powiat Horodenka, Gmina Czernelica. Mit Beginn des Zweiten Weltkriegs wurde der Ort erst von der Sowjetunion und ab 1941 bis 1944 von Deutschland besetzt, dieses gliederte den Ort in den Distrikt Galizien ein.
1945 kam der Ort wiederum zur Sowjetunion, dort wurde er Teil der Ukrainischen SSR und ist seit 1991 ein Teil der heutigen Ukraine. Der nunmehr Tscherneliza/Tschernelyzja genannte Ort erhielt während der sowjetischen Zeit 1940 den Status einer Siedlung städtischen Typs verliehen.

## Verwaltungsgliederung
Am 5. Mai 2017 wurde die Siedlung zum Zentrum der neugegründeten Siedlungsgemeinde Tschernelyzja (Чернелицька селищна громада Tschernelnyzka selyschtschna hromada). Zu dieser zählten auch noch die 3 Dörfer Chmelewa, Kopatschynzi und Kunyssiwzi, bis dahin bildete sie zusammen mit dem Dorf Chmelewa die gleichnamige Siedlungratsgemeinde Tschernelyzja (Чернелицька селищна рада/Tschernelnyzka selyschtschna rada) im Norden des Rajons Horodenka.
Am 12. Juni 2020 kamen noch 6 in der untenstehenden Tabelle aufgelisteten Dörfer zum Gemeindegebiet.
Am 17. Juli 2020 wurde der Ort Teil des Rajons Kolomyja.
Folgende Orte sind neben dem Hauptort Tschernelyzja Teil der Gemeinde:
| Name                     | Name       | Name                     | Name       | Name |
| ukrainisch transkribiert | ukrainisch | russisch                 | polnisch   |      |
| ------------------------ | ---------- | ------------------------ | ---------- | ---- |
| Chmelewa                 | Хмелева    | Хмелева                  | Chmielowa  |      |
| Daleschowe               | Далешове   | Далешово (Daleschowo)    | Daleszowa  |      |
| Dubky                    | Дубки      | Дубка (Dubka)            | Dąbki      |      |
| Kolinky                  | Колінки    | Коленки (Kolenki)        | Kolanki    |      |
| Kopatschynzi             | Копачинці  | Копачинцы (Kopatschinzy) | Kopaczyńce |      |
| Korniw                   | Корнів     | Корнев (Kornew)          | Korniów    |      |
| Kunyssiwzi               | Кунисівці  | Кунисовцы (Kunissowzy)   | Kunisowce  |      |
| Repuschnynzi             | Репужинці  | Репужинцы (Repuschinzy)  | Repużyńce  |      |
| Wilchiwzi                | Вільхівці  | Ольховцы (Olchowzy)      | Olchowiec  |      |